# 浜松市立北浜北小学校
浜松市立北浜北小学校（はままつしりつ きたはまきたしょうがっこう）は、静岡県浜松市浜名区にある公立小学校。
元々は浜北市の学校で、「浜北市立北浜北小学校」（北浜∨北で切る）だった。2005年7月1日、浜北市が浜松市と合併したことにより、校名を「浜松市立北浜北小学校」に変更した。

## 歴史
- 1976年 - 浜北市立北浜北小学校として開校する。
- 1982年 - 6教室増築される。
- 2004年 - ビオトープ完成
- 2005年 - 浜松市への編入合併に伴い、校名を「浜松市立北浜北小学校」に変更する。

## 通学区域
浜北区
- 油一色
- 道本
- 高畑（西美薗中町内会・東美薗町内会4～12班）
- 上善地（油一色町内会）
- 西美薗（西美薗上・西美薗大上・西美薗中美薗団地・東美薗町内会4～12班）
- 東美薗（東美薗町内会4～12班・油一色・美薗団地）
- 貴布祢（道本町内会）
- 本沢合（本沢合東・本沢合西・本沢合南・本沢合北・小林上町内会）
- 小林（小林上・道本・本沢合西町内会）
- 新原（本沢合西・本沢合北・小林上町内会）

## アクセス
- 遠州鉄道鉄道線遠州小林駅から、徒歩12分

## 学校周辺
- 静岡県立浜名高等学校
- 浜松市立北浜東部中学校
- 遠州小林駅
- 浜松市立美薗中央公園